# Reino de Burundi
El Reino de Burundi (en francés: Royaume du Burundi) o también Reino de Urundi (Royaume d'Urundi) fue una entidad política gobernada por un monarca tradicional en la actual República de Burundi de los Grandes Lagos de África oriental. El reino, de mayoría étnica hutu, estaba gobernado por un monarca de la etnia tutsi con el título de mwami. Creado en el siglo XVII, el reino se conservó bajo el dominio colonial europeo a finales del siglo XIX y principios del XX y fue un estado independiente entre 1962 y 1966.

## Historia
Los orígenes de Burundi se conocen sólo a través de una mezcla de fuentes históricas orales y de arqueología. Existen dos leyendas principales que narran la fundación de Burundi. La más popular cuenta la historia de un ruandés llamado Cambarantama, al que atribuye la fundación de la nación. La otra versión, más habitual en el Burundi precolonial, decía que Cambarantama provenía del estado meridional de Buha. La noción del origen ruandés del reino fue promovida por los colonizadores europeos, porque se adaptaba a su ideal de una clase dirigente que provenía del noreste hamítico. La teoría ha continuado hasta convertirse en un dogma semioficial en el moderno estado de Burundi. Los historiadores dudan del origen hamítico de los tutsi, aunque aún se cree que sus ancestros migraron desde el norte a lo que es hoy Burundi en el siglo XV.
La primera prueba de la existencia del estado de Burundi es del siglo XVI, cuando éste emerge a los pies de las colinas orientales. Durante los siguientes siglos se expande, anexionándose pequeños vecinos y llegando a competir con Ruanda. Bajo el mwami Ntare I (1675-1705), el reino se expandió y se anexó una serie de comunidades circundantes. Aunque gobernado por los mwami, el reino estaba ampliamente descentralizado y los sub-gobernantes locales tenían una amplia independencia. Antes de la llegada de los colonos europeos, las luchas de sucesión también eran comunes. Alcanzó su mayor extensión durante el reinado de Ntare Rugama, que rigió la nación entre 1796 y 1850 aproximadamente y vio como el reino doblaba su tamaño. 
Aunque los exploradores europeos y los misioneros hicieron breves incursiones en la zona tan pronto como en 1856, no fue hasta 1890 que Burundi se convirtió en parte del Imperio colonial alemán como integrante del África Oriental Alemana, pero no fue efectivamente ocupada o controlada por el poder colonial. A diferencia de la monarquía ruandesa, que decidió aceptar los avances alemanes, el rey de Burundi Mwezi Gisabo se opuso a toda influencia europea, rechazando llevar atuendo europeo y resistiéndose al avance de los misioneros y administradores. Los alemanes utilizaron la fuerza armada con éxito, aunque no pudieron acabar con el poder del rey. Finalmente, apoyaron al yerno del rey, Maconco, en una revuelta contra Gisabo. Gisabo tuvo que aceptar la tutela de los alemanes y los alemanes le ayudaron a acabar con la revuelta de Maconco. Los pequeños reinos que se encontraban a lo largo de la orilla occidental del lago Victoria fueron anexionados a Burundi.
Durante la Primera Guerra Mundial, las tropas belgas del vecino Congo Belga invadieron la región y la ocuparon. Los belgas fueron premiados con Burundi, junto con el vecino Reino de Ruanda, como un mandato de la Sociedad de las Naciones. Los belgas, sin embargo, conservaron intactas muchas de las instituciones del reino.
Mientras que la similar monarquía ruandesa fue abolida en una revolución entre 1959 y 1961, la monarquía burundesa logró sobrevivir en el período poscolonial. En 1962, el Reino de Burundi recuperó su independencia como una monarquía constitucional en la que los mwami tenían poder ejecutivo y el poder legislativo fue otorgado al parlamento. Sin embargo, la violencia étnica entre la mayoría hutu y la minoría tutsi aumentó entre 1963 y 1965 y culminó con un golpe de Estado fallido contra la monarquía de Mwambutsa IV en 1965. El hijo de Mwambutsa, Ntare V, depuso a su padre en un golpe de Estado de julio de 1966, pero fue expulsado del poder en un golpe de Estado en noviembre de 1966 por su primer ministro, Michel Micombero, quien abolió la monarquía.

## Gobierno
El Reino de Burundi se caracterizaba por la autoridad política jerárquica y el intercambio económico tributario. El rey, conocido como el mwami encabezaba una aristocracia (gwana) que poseía la mayor parte de las tierras y exigía un tributo o tasa de los campesinos y ganaderos locales. A mediados del siglo XVIII, esta realeza Tutsi consolidó su autoridad sobre la tierra, producción y distribución con el desarrollo del ubugabire— una relación clientelar similar a las características de la Europa del feudalismo, en la que el pueblo recibía protección real a cambio de tributos.

## Legado
La mayoría de los miembros de la casa real viven hoy en el exilio en Francia. En las elecciones de 2005, la princesa Esther Kamatari se postuló para la presidencia del Partido para la Restauración de la Monarquía y el Diálogo en Burundi (Abahuza). Los partidarios creen que la restauración de una monarquía constitucional podría ayudar a aliviar las tensiones étnicas del país.

## Símbolos
La bandera del reino contenía una karyenda en el centro como símbolo de la autoridad real.

Banderas históricas
Bandera del Reino de Burundi con tambor negro.
Bandera utilizada el 28 y 29 de noviembre de 1966.